# آرلت تووار
آرلت تووار (انگلیسی: Arlett Tovar؛ زادهٔ ۹ مهٔ ۱۹۹۷) بازیکن فوتبال اهل مکزیک است.
وی همچنین در تیم‌های ملی فوتبال Mexico women's national under-17 football team و Mexico women's national under-20 football team بازی کرده‌است.